# Cyberduck
Cyberduck ist ein freier FTP-Client. Das Produkt der Firma Iterate aus Bern wurde ursprünglich für macOS entwickelt, es erschien am 8. März 2011 mit dem Release 4.0 eine unter Windows lauffähige Version.

## Technik
Cyberduck unterstützt Verbindungen per FTP, FTP/TLS, WebDAV und SFTP. Zusätzlich bietet Cyberduck die Möglichkeit eine Verbindung zu Cloudspeicheranbietern wie Amazon S3, Google Cloud Storage und Rackspace Cloud Files herzustellen. Für Cloud Verbindungen wird die API des jeweiligen Anbieters direkt genutzt.
Das Programm unterstützt einfaches Hoch- und Herunterladen mittels Drag and Drop, auch die Synchronisation von Dateien und Ordnern und das Öffnen und Bearbeiten von Dateien in einem Texteditor ist möglich. Cyberduck enthält eine Lesezeichenfunktion und nutzt den Netzwerkstandard Bonjour sowie den Passwortmanager Schlüsselbund. Bestehende Lesezeichen aus anderen FTP-Clients, etwa FileZilla, können importiert werden.
Soweit installiert, wird der Benutzer mittels Growl über den Verbindungsstatus und den Ladefortschritt informiert.

### Kommandozeile / CLI
Zusätzlich zur grafischen Oberfläche wurde eine CLI-Version duck für macOS, Windows und Linux veröffentlicht.

### Mountain Duck
Neben der klassischen Anwendung für grafische Oberflächen und Konsolen ist inzwischen auch eine Laufwerksintegration namens Mountain Duck erschienen. Diese bildet die entsprechende Quelle als Laufwerk im Mac-Finder oder Windows-Datei-Explorer ab und erlaubt eine Nutzung und Bearbeitung direkt aus diesem heraus.

## Sprachen
Cyberduck ist in 35 Sprachen verfügbar, darunter Deutsch, Türkisch, Polnisch und Italienisch.